# Thorstein Petersen
Thorstein Petersen (Tórshavn, 1899. augusztus 21. – Tórshavn, 1960. május 4.) feröeri jogász, bankigazgató, politikus, 1946-1951-ig a Fólkaflokkurin (Néppárt) elnöke.

## Pályafutása
1928-ban jogi végzettséget szerzett. 1932-ben egyik alapítója és később vezetője volt a Sjóvinnubankin nevű banknak. 1935-ben létrehozta a Vinnuflokkurin nevű pártot, amely 1939-ben beolvadt a Fólkaflokkurinba.
1940-ben lett a Løgting tagja, és egészen 1954-ig megtartotta képviselői mandátumát. Ezzel párhuzamosan a Folketingbe is beválasztották az 1943-1950-ig terjedő időszakra. Több ízben volt a parlament elnöke: 1943-1945, 1945-1946 között, illetve 1950-ben néhány hónapig.1950-1951 között kormánytisztséget viselt.

## Magánélete
Szülei Valborg szül. Bærentsen Tórshavnból és Thomas Juul Petersen Streymnesből. Felesége, Anna szül. Olsen szintén a fővárosból származott.

## Fordítás
- Ez a szócikk részben vagy egészben a Thorstein Petersen című norvég Wikipédia-szócikk ezen változatának fordításán alapul.  Az eredeti cikk szerkesztőit annak laptörténete sorolja fel. Ez a jelzés csupán a megfogalmazás eredetét és a szerzői jogokat jelzi, nem szolgál a cikkben szereplő információk forrásmegjelöléseként.

## Külső hivatkozások
- Profilja, Løgtingið 150 - Hátíðarrit, p. 339 (feröeri)